# Słowa (album)
Słowa – czwarty longplay Małgorzaty Ostrowskiej wydany w 2007 roku przez Warner Music Poland. Producentem i autorem większości muzyki jest Jasiu Kidawa, który w tym samym roku został członkiem zespołu Małgorzaty Ostrowskiej.

## Lista utworów
1. "Słowa, jak węże do ucha" (muz. J. Kidawa / sł. M. Ostrowska) – 3:10
2. "W.H. (Białe konie)" (muz. J. Kidawa / sł. M. Ostrowska) – 3:23
3. "Wiara to skrzydła" (muz. J. Kidawa / sł. M. Ostrowska) – 3:14
4. "Kołysanka bezsilna" (muz. J. Kidawa / sł. M. Ostrowska) – 3:33
5. "Rzeka we mnie" (muz. R. Kalicki / sł. M. Ostrowska) – 3:42
6. "Tak lubię być kobietą" (muz. J. Kidawa / sł. M. Ostrowska) – 3:43
7. "Noc, miasto, my" (muz. J. Kidawa / sł. M. Ostrowska) – 3:54
8. "Jeśli było" (muz. M. Grymuza / sł. M. Ostrowska) – 3:58
9. "Wolność to..." (muz. J. Kidawa / sł. M. Ostrowska) – 3:45
10. "To był długi dzień" (muz. R. Kalicki / sł. M. Ostrowska) – 3:48
11. "Uzależniona" (muz. J. Kidawa / sł. M. Ostrowska) – 3:41
12. "Nasz taniec" (muz. J. Kidawa / sł. M. Ostrowska) – 3:25
13. "Kłam mi, kłam" (muz. J. Kidawa / sł. M. Ostrowska) – 4:08
14. "Rebelia" (muz. J. Kidawa / sł. M. Ostrowska) – 3:32
15. "Sami, tak sami" (muz. J. Kidawa / sł. M. Ostrowska) – 4:00

## Listy przebojów
| 2007 | Słowa, jak węże do ucha | 3  | -  | -  | 19 | 3  |
| 2007 | Rzeka we mnie           | 22 | 10 | -  | -  | 2  |
| 2007 | Jeśli było              | 11 | -  | 28 | -  | -  |
| 2008 | Wiara to skrzydła       | -  | -  | -  | -  | 10 |

## Teledyski
- "Słowa, jak węże do ucha" – 2007
- "Rzeka we mnie" – 2007

## Twórcy
- Małgorzata Ostrowska – wokal
- Bartek Melosik – instrumenty klawiszowe
- Bolesław Pietraszkiewicz – gitara
- Grzegorz Siek – perkusja
- Leszek Ziółko – gitara basowa
- Michał Grymuza – gitara / pianino Rhodes (8)
- Robert Kalicki – gitara / instrumenty klawiszowe (5,10)
- Jarosław Kidawa "Jasiu" – gitara akustyczna / gitara basowa / chórek / gitara / instrumenty klawiszowe / loopy

## Sprzedaż
| Lista | Kraj   | Pozycja |
| ----- | ------ | ------- |
| OLiS  | Polska | 26      |